# Saint-Marcel-l'Éclairé
Saint-Marcel-l'Éclairé is een gemeente in het Franse departement Rhône (regio Auvergne-Rhône-Alpes) en telt 508 inwoners (1999). De plaats maakt deel uit van het arrondissement Villefranche-sur-Saône.

## Geografie
De oppervlakte van Saint-Marcel-l'Éclairé bedraagt 11,8 km², de bevolkingsdichtheid is 43,1 inwoners per km².
De onderstaande kaart toont de ligging van Saint-Marcel-l'Éclairé met de belangrijkste infrastructuur en aangrenzende gemeenten.

## Demografie
Onderstaande figuur toont het verloop van het inwonertal (bron: INSEE-tellingen).